# داپتومایسین
داپتومایسین (به انگلیسی: Daptomycin) یک آنتی‌بیوتیک لیپوپپتیدی است که در درمان عفونت‌های سیستمیک و تهدید کننده حیات ناشی از باکتری‌های گرم-مثبت مورد استفاده قرار می‌گیرد.
داپتومایسین که در ابتدا با عنوان LY 146032 نامگذاری شده بود، توسط محققان ایلای لی‌لی اند کامپنی در اواخر دهه ۱۹۸۰ کشف شد.